# Finnair

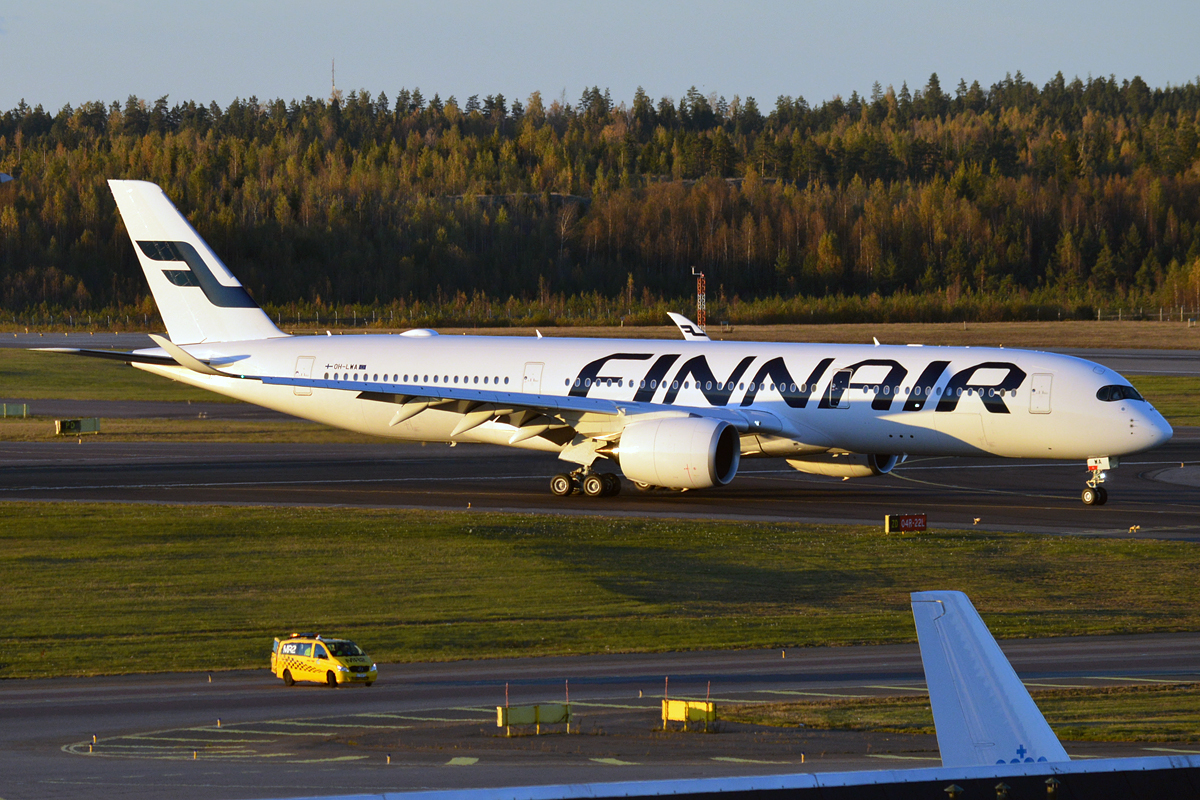
Airbus A350-900 Finnair registrace OH-LWA

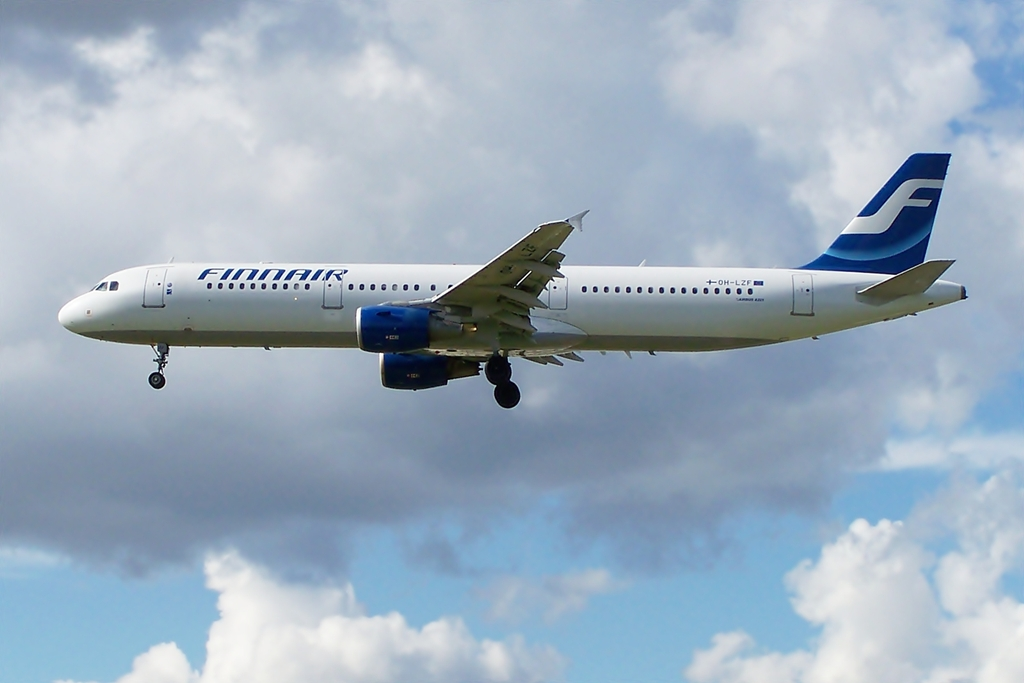
Staré zbarvení společnosti Finnair na Airbusu A321-200

Finnair Oyj (švédsky Finnair Abp) je největší finská letecká společnost a šestá nejstarší letecká společnost na světě, sídlí ve městě Vantaa a hlavní základnu má na letišti v Helsinkách. V roce 2010 přepravila přes 7 milionů lidí, v roce 2015 to bylo 10 milionů do 60 evropských, 13 asijských a 4 severoamerických destinací. Jedná se o jednu z nejbezpečnějších leteckých společností, od roku 1963 neměla žádnou smrtelnou nehodu. V zimě 2016 zaměstnávala společnost 4 817 lidí.
Společnost byla založena 1. listopadu 1923 v Helsinkách pod názvem Aero O/Y. Jméno Finnair začala používat v roce 1953, oficiálně však až v roce 1968. Největší podíl na vlastnictví (55,8 %) má finská vláda. V únoru 2012 však oznámila, že chce svůj podíl snížit pod 50 %.

## Flotila
Flotila společnosti Finnair se neustále zvětšuje, v roce 2012 čítala 66 letounů, v říjnu 2017 76, přičemž dalších 12 bylo objednáno. Průměrné stáří flotily bylo (v říjnu 2017) 9,3 let:
| Letadlo         | Počet | Objednávky | Pasažéři | Pasažéři | Pasažéři | Pasažéři | Poznámky                                     |
| Letadlo         | Počet | Objednávky | B        | EC       | E        | Celkem   | Poznámky                                     |
| --------------- | ----- | ---------- | -------- | -------- | -------- | -------- | -------------------------------------------- |
| Airbus A319-100 | 8     | —          | 14       | 0        | 124      | 138      |                                              |
| Airbus A320-200 | 10    | —          | 14       | 0        | 144      | 168      |                                              |
| Airbus A321-200 | 15    | 4          | 16       | 0        | 180      | 196      |                                              |
| Airbus A321-200 | 15    | 4          | 16       | 0        | 193      | 209      |                                              |
| Airbus A330-300 | 8     | —          | 45       | 40       | 178      | 263      |                                              |
| Airbus A330-300 | 8     | —          | 32       | 40       | 217      | 289      |                                              |
| Airbus A350-900 | 11    | 8          | 46       | 43       | 208      | 297      |                                              |
| Airbus A350-900 | 11    | 8          | 32       | 42       | 262      | 336      |                                              |
| ATR 72-500      | 12    | —          | 0        | 0        | 68       | 68       | Všechny pronajaté u Nordic Regional Airlines |
| ATR 72-500      | 12    | —          | 0        | 0        | 72       | 72       | Všechny pronajaté u Nordic Regional Airlines |
| Embraer 190     | 12    | —          | 12       | 0        | 88       | 100      | Pronajaté u Nordic Regional Airlines         |
| Celkem          | 76    | 12         |          |          |          |          |                                              |

## Galerie

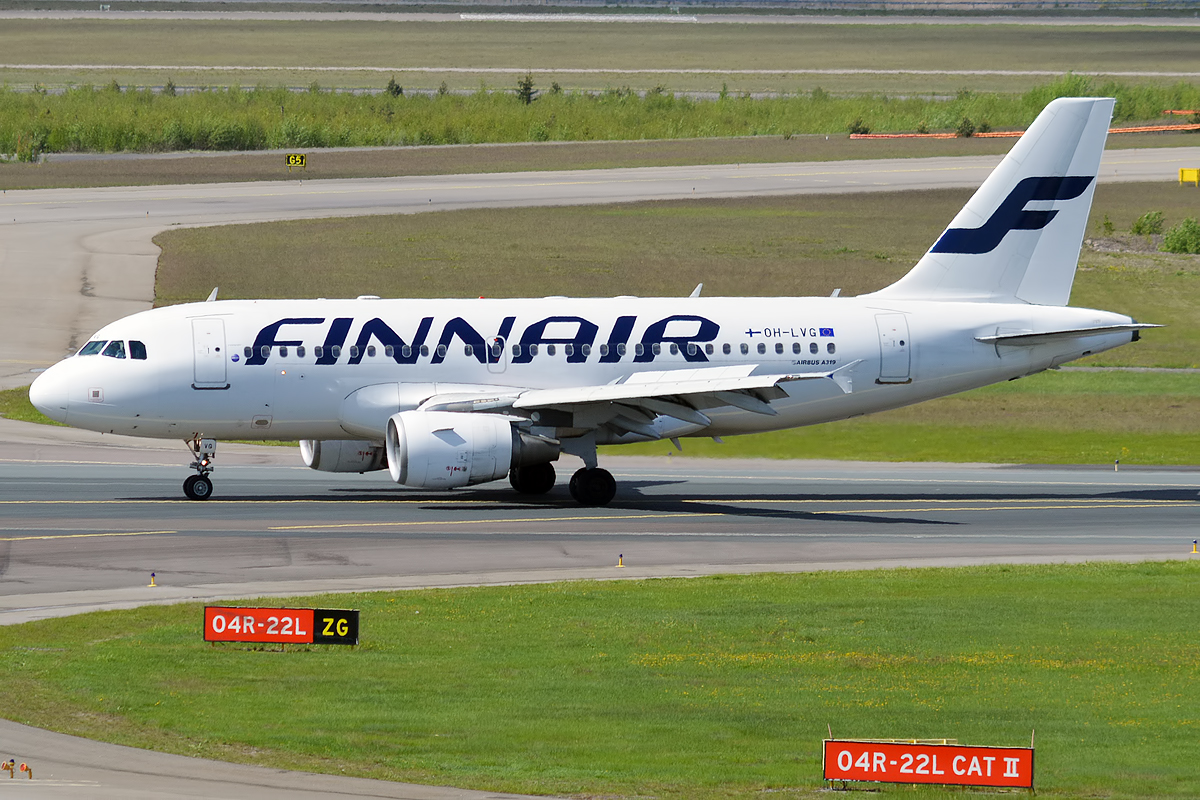
Airbus A319-100
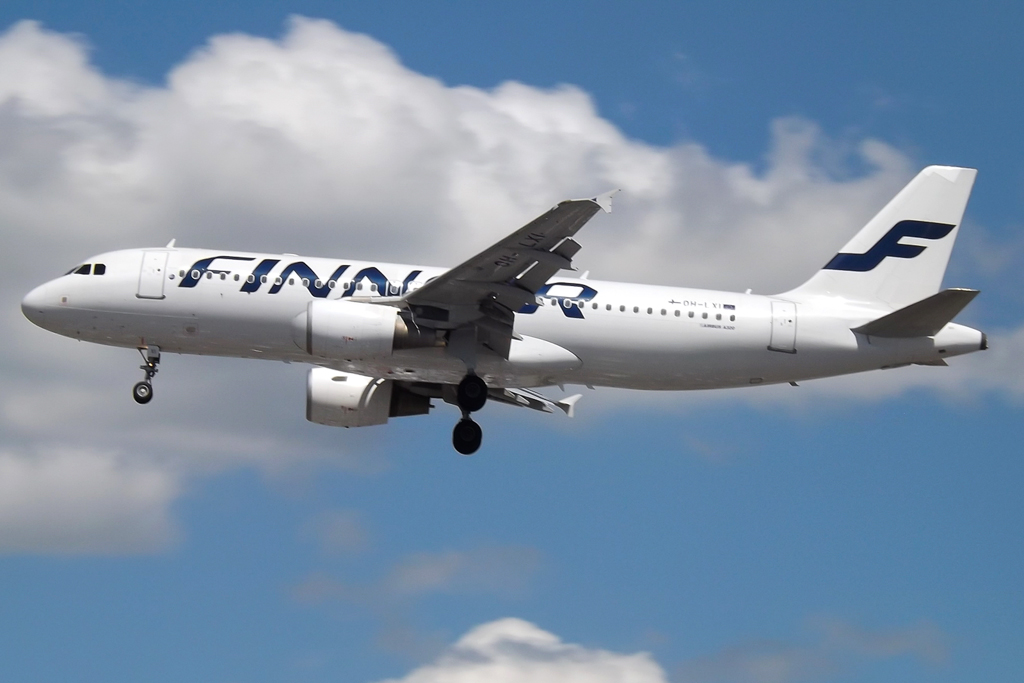
Airbus A320-200
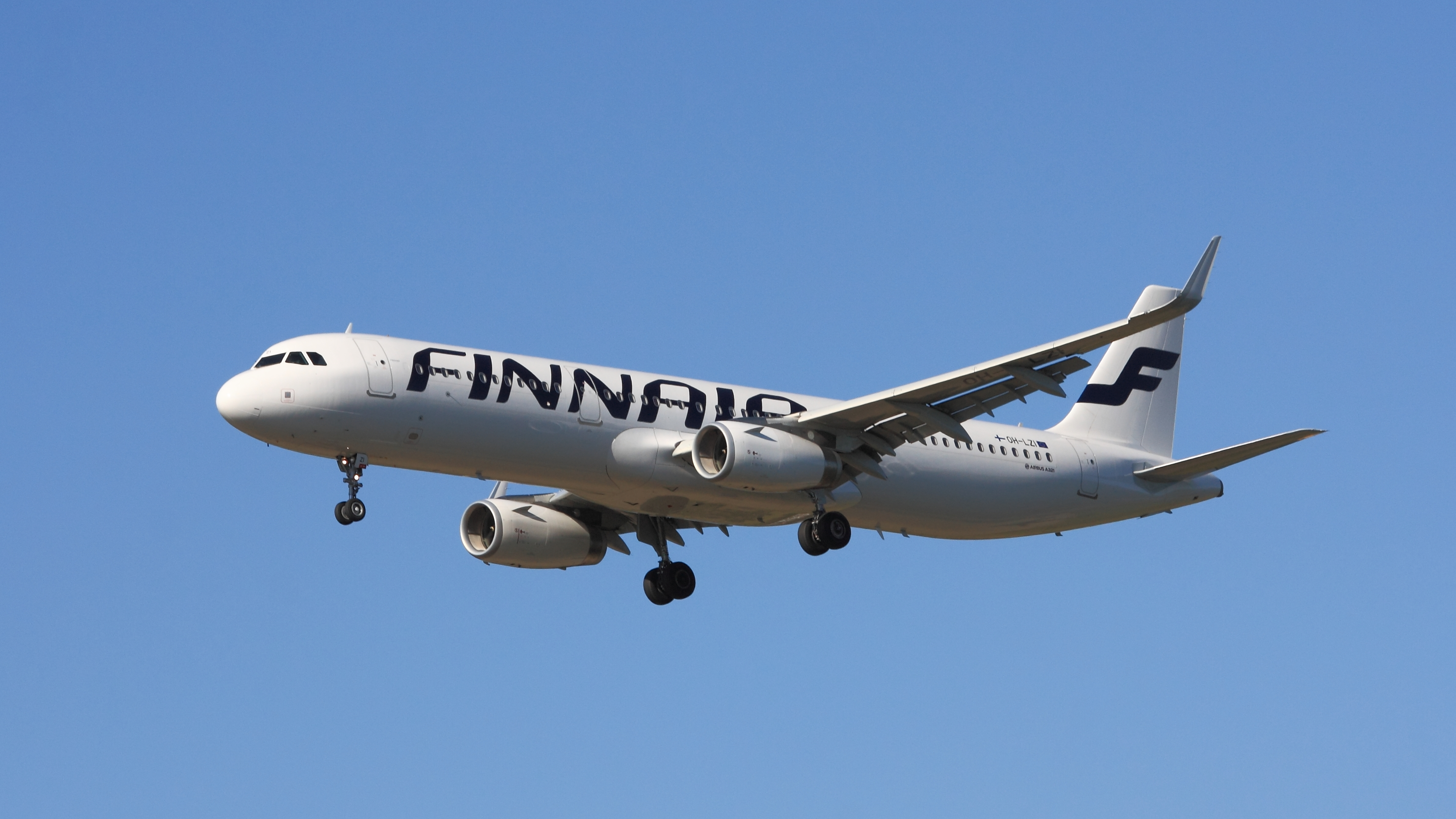
Airbus A321-200
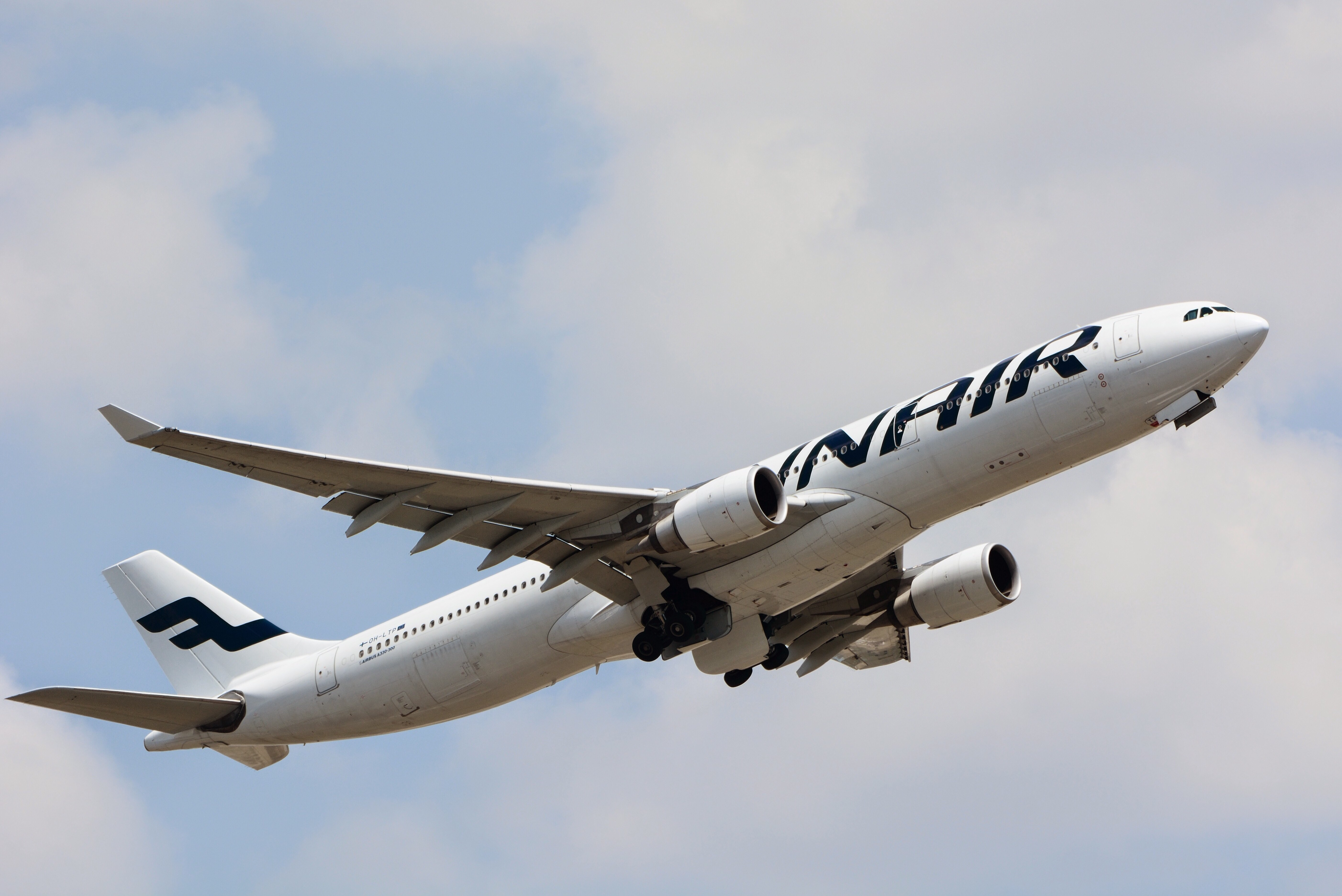
Airbus A330-300
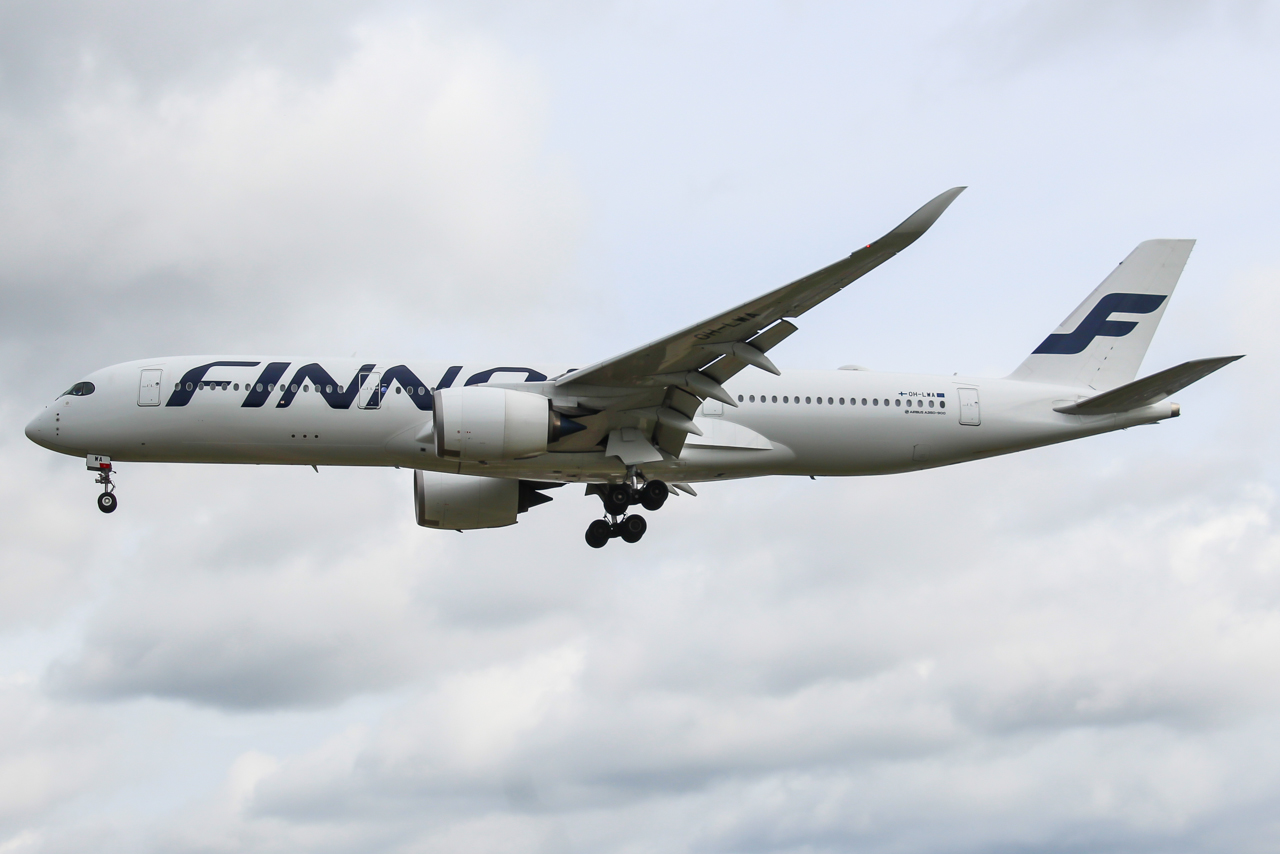
Airbus A350-900
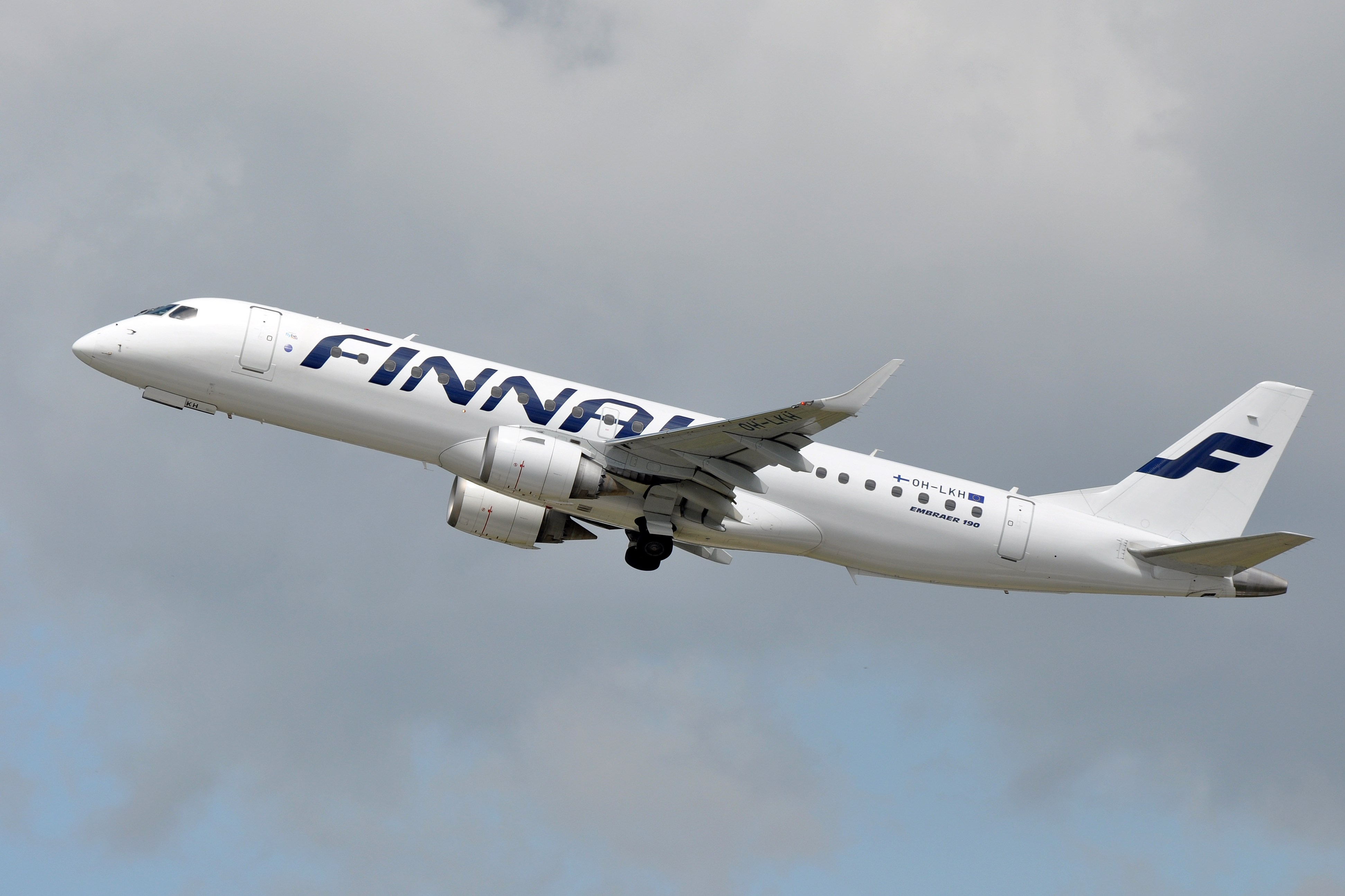
Embraer E190
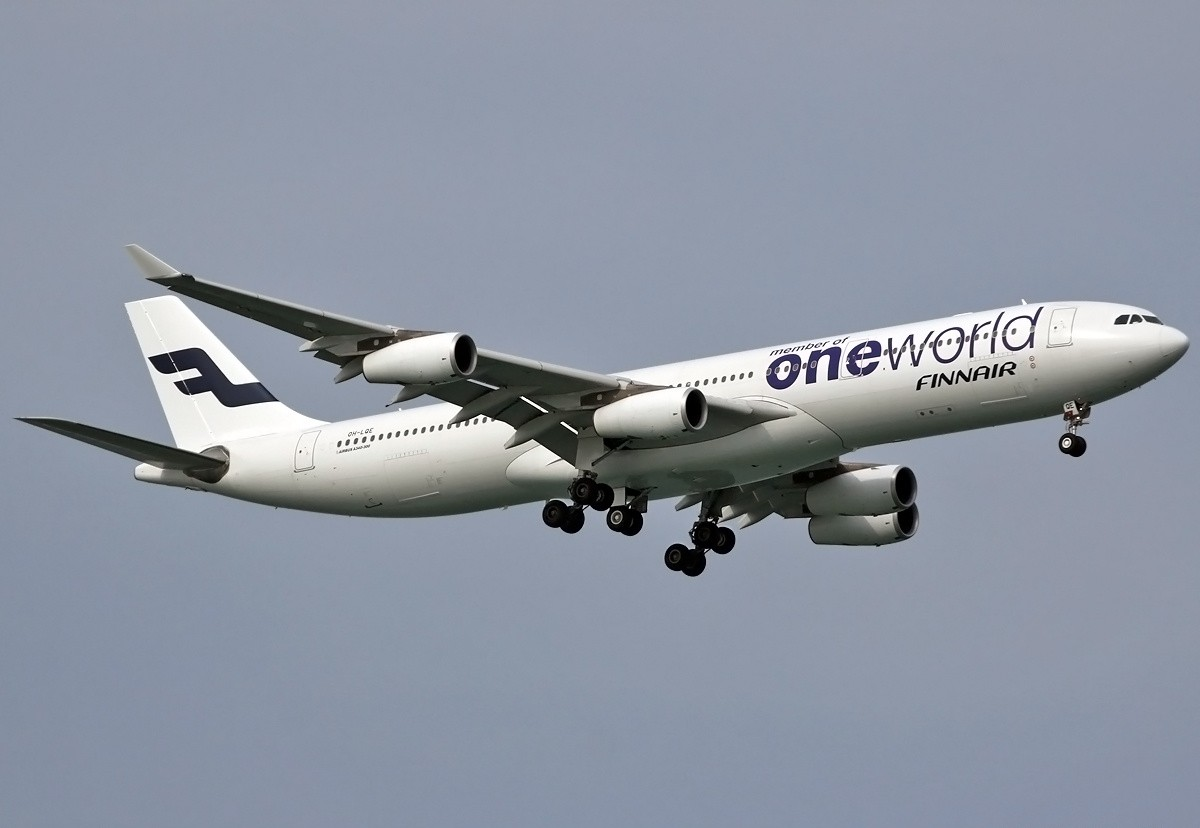
Airbus A340
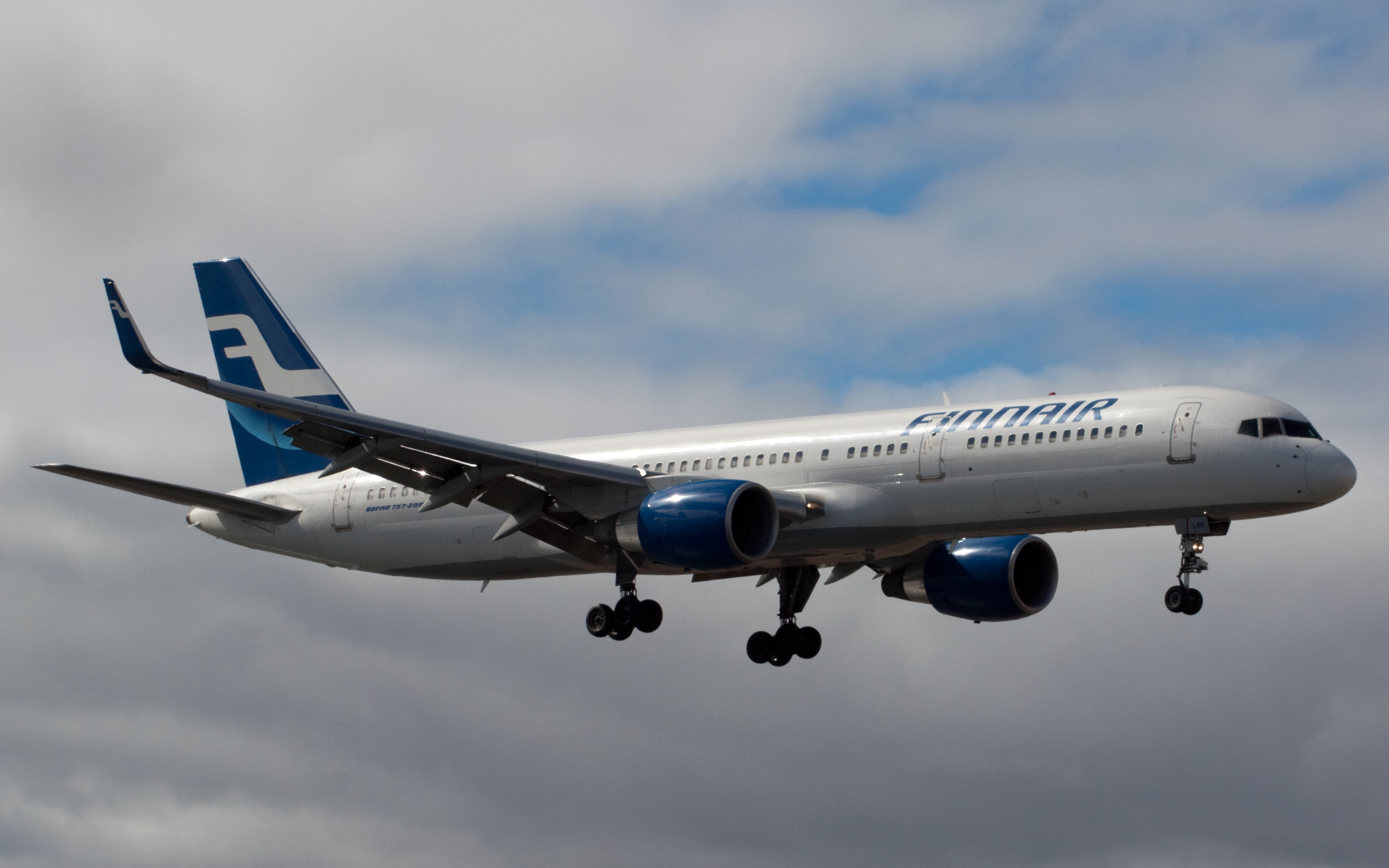
Boeing 757-200
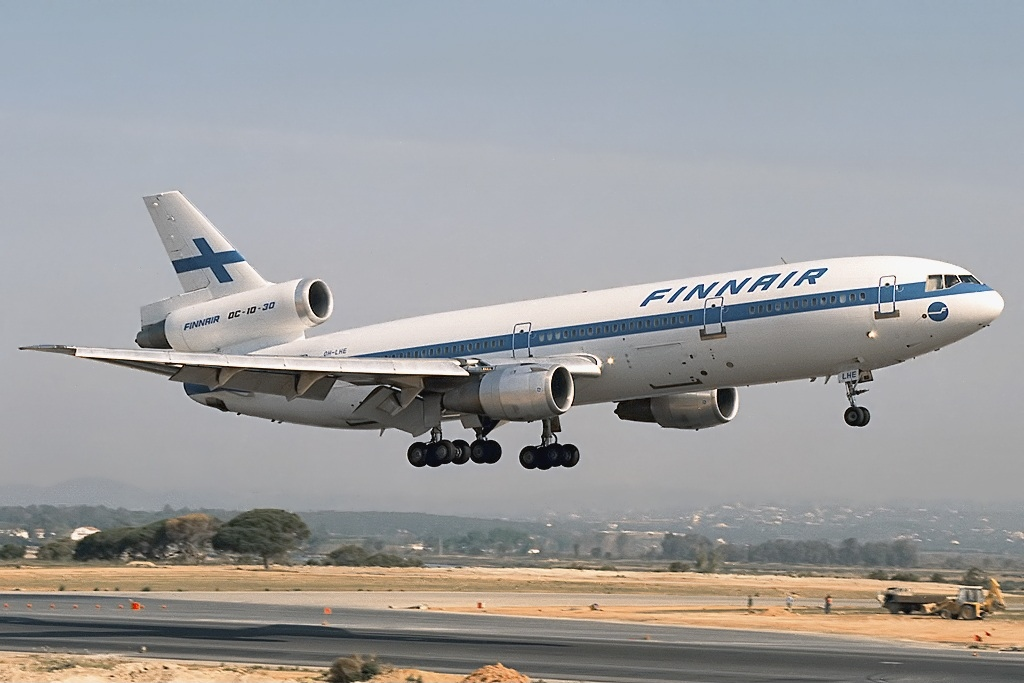
McDonnell Douglas DC-10
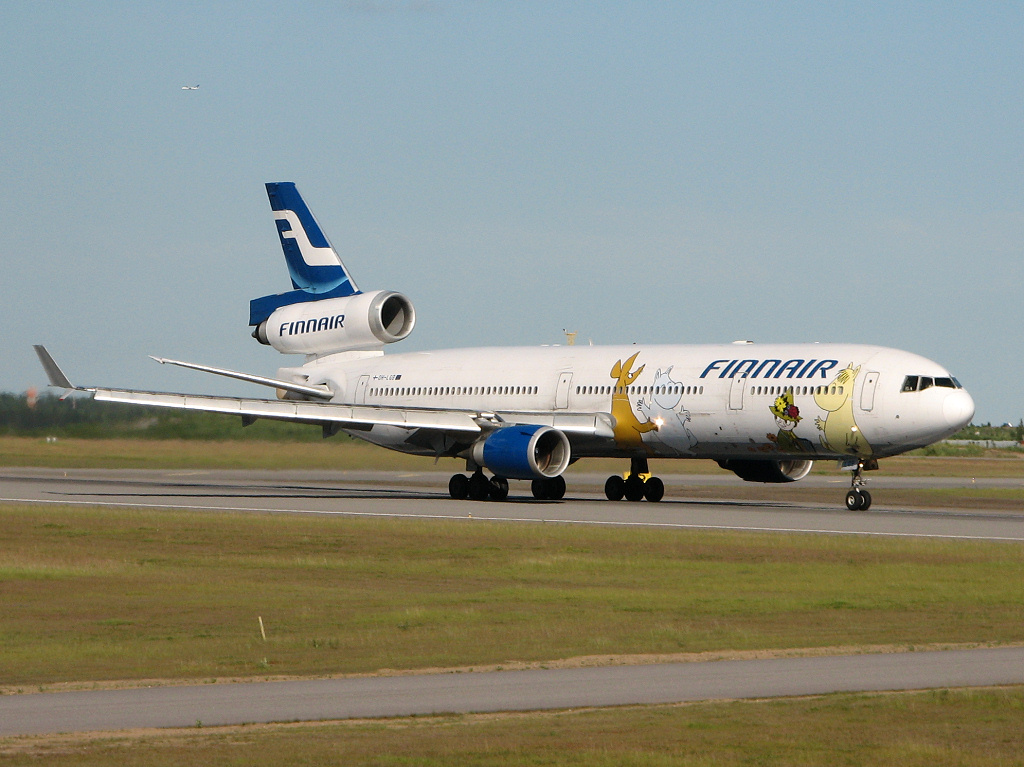
McDonnell Douglas MD-11